# Вітезслава Капралова
Вітезслава Капралова (чеськ. Vítězslava Kaprálová; 24 січня 1915, Брно — 16 червня 1940, Монпельє) — чеський композитор і диригент.

## Біографія

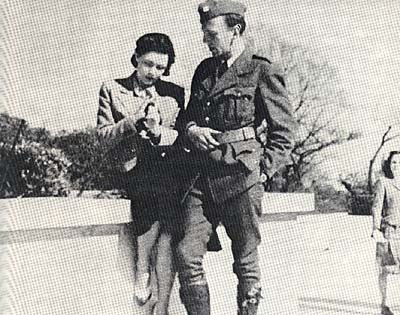
Вітезслава Капралова і Іржі Муха

Вітезслава Капралова народилася 1915 року в Брно в родині музикантів. Початкову музичну освіту Вітезслава отримала у свого батька Вацлава Капрала — композитора і піаніста, власника музичної школи в Брно. Мати — Вікторія Капралова — професійна співачка, викладач вокалу.
У 1930—1935 роках Капралова вивчала композицію і диригування в Консерваторії Брно у Вилема Петржелкі і Зденека Халабали. 1935 року, відразу після закінчення консерваторії, Капралова виконала свій ре-мінорний концерт для фортеп'яно, який значною мірою забезпечив їй успіх і визнання публіки. У 1935—1937 роках продовжила навчання в Празькій консерваторії, де її головним наставником по композиції був професор Вітєзслав Новак, з диригування — професор Вацлав Таліх.
У жовтні 1937 року, за місяць до прем'єри «Військової симфонієти», Капралова переїжджає в Париж, щоб вчитися диригування у Шарля Мюнша. Спочатку вона планувала проходити навчання у Відні, але після зустрічі з Богуславом Мартіну під час свого короткого візиту в Прагу, вона вирішила домагатися урядової стипендії на навчання у Франції.
Незабаром після цього Капралова взяла участь у фестивалі Міжнародного товариства сучасної музики, який відбувся в Лондоні, а 17 червня 1938 року виступила з «Військовою симфонієтою» — на цей раз це був Симфонічний оркестр Бі-бі-сі. Після таких успішних виступів Капралова приїжджає в Брно на літні канікули. Це був її останній візит додому.

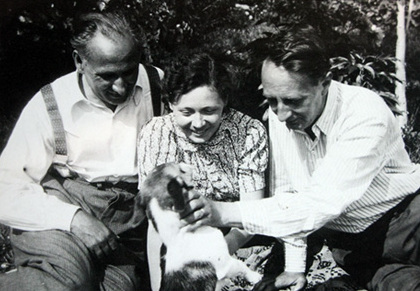
Вацлав Капрал, Вітезслава Капралова і Богуслав Мартіну

1939 року вона повернулася в Париж, де познайомилася зі своїм майбутнім чоловіком Іржі Мухою, сином чеського живописця Альфонса Мухи. Їх весілля відбулося 23 квітня 1940 року.
У той час, коли на Париж вже наступали німецькі війська, Капраловій був поставлений невиліковний діагноз — Міліарний (дифузний) туберкульоз. Померла Вітезслава Карпалова 16 червня 1940 року в Монпельє на півдні Франції, у віці 25 років.

## Вибрані роботи
- П'ять фортеп'янних творів
- Легенда, тв. 3, для скрипки і фортеп'яно
- Дві пісні, вокальний цикл, тв. 4
- Іскри від попелу вокальний цикл, тв. 5
- Січень, для тенор / сопрано, флейти, двох скрипок, віолончелі та фортеп'яно
- Соната Апасіонату для фортеп'яно, тв. 6
- Фортеп'янний концерт ре мінор, тв. 7
- Струнний квартет, тв. 8
- Три п'єси для фортеп'яно, тв. 9
- Яблуко на колінах, вокальний цикл, тв. 10
- Військова Симфонієта, тв. 11
- Назавжди, вокальний цикл, тв. 12
- Прелюдія квітня для фортеп'яно, тв. 13
- Помахуючи на прощання, для голосу і фортеп'яно / оркестру, тв. 14
- Тріо для гобоя, кларнета і фагота
- Ілеана, кантата для соло, мішаного хору, оркестру та оповідача, тв. 15
- Варіації сюр-ле-карильйон Сен-Етьєн-дю-Мон, для фортеп'яно, тв. 16
- Елегія для скрипки і фортеп'яно, тв. 17
- Сільська сюїта для оркестру, тв. 19
- Партита для фортеп'яно і струнних, тв. 20
- Концертіно для скрипки, кларнета і оркестру, тв. 21
- Співати на відстані, вокальний цикл, тв. 22
- Прелюдія Різдва, для камерного оркестру
- Ритурнель, для віолончелі і фортеп'яно, тв. 25

## Дискографія (вибірково)
- Соло на фортеп'яно / Фортеп'яно і Скрипки: The Music of Vitezslava Kapralova, CD, Koch Records KIC-CD-7742 [Архівовано 17 серпня 2021 у Wayback Machine.](англ.)
- Оркестрові та камерні роботи: Vitezslava Kapralova: Portrait of the Composer, CD, Matous MK 0049-2 011 [Архівовано 17 серпня 2021 у Wayback Machine.](англ.)
- Концерт для фортеп'яно та інші твори для клавішних: Vitezslava Kapralova, CD, Radioservis CRO577-2 [Архівовано 17 серпня 2021 у Wayback Machine.](англ.)
- Романси: Forever Kapralova: Songs, CD, Supraphon SU3752-2 231 [Архівовано 17 серпня 2021 у Wayback Machine.](англ.) (чеськ.)
- Струнний квартет: Kapral-Kapralova-Martinu, CD, Radioservis CRO618-2 [Архівовано 17 серпня 2021 у Wayback Machine.](англ.)(чеськ.)